# Адамовка (Ивановский район)
Ада́мовка (укр. Ада́мівка) — село, относится к Ивановскому району Одесской области Украины.
Рядом с селом протекает река Большой Куяльник.
Население по переписи 2001 года составляло 365 человек. Почтовый индекс — 67232. Телефонный код — 4854. Занимает площадь 2,517 км². Код КОАТУУ — 5121883802.
В селе имеется памятник природы - дерево груши возрастом около 300 лет, обхват 4,12 м, высота 15 м.

## Местный совет
67232, Одесская обл., Ивановский р-н, с. Севериновка, ул. Центральная,26